# Lucifotychus dentatus
Lucifotychus dentatus är en skalbaggsart som först beskrevs av Albert A. Grigarick och Schuster 1962.  Lucifotychus dentatus ingår i släktet Lucifotychus och familjen kortvingar. Inga underarter finns listade i Catalogue of Life.